# Serafín García Muñoz
Serafín García Muñoz, conegut com a Serafín, (Villafranca (Navarra), 17 d'octubre de 1936) fou un futbolista espanyol de la dècada de 1960.

## Trajectòria
Debutà a primera divisió a les files del CA Osasuna l'any 1956, on hi jugà dues temporades. A continuació formà part del Barakaldo CF i del Deportivo de La Coruña, ambdós a segona divisió. Els seus millors anys els visqué al Llevant UE, on hi jugà durant cinc temporades, dues a primera divisió i tres a segona. Fou fitxat pel FC Barcelona durant la temporada 1965-66, en la qual es proclamà campió de la Copa de Fires, però només jugà tres partits de lliga. Acabà la seva carrera a segona divisió, dos anys al Reial Múrcia CF, on esdevingué pitxitxi de segona el 1967, i un any al CA Osasuna.
També fou entrenador, dirigint el CD Calahorra.

## Palmarès
FC Barcelona
- Copa de Fires:
  - 1966